# Marssegel

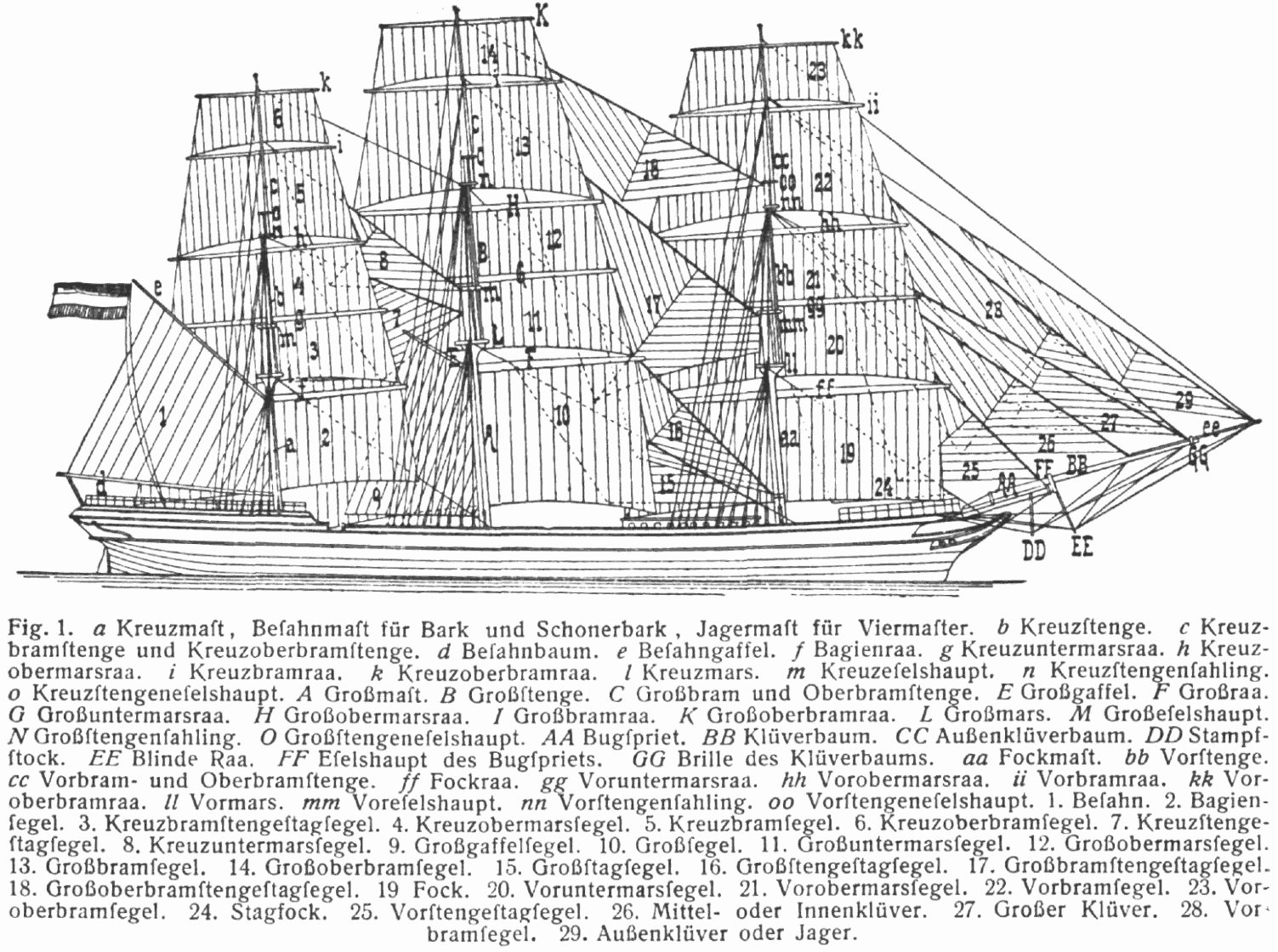
Das Rigg eines Vollschiffes mit Bezeichnung der dazugehörenden Segel und Masten

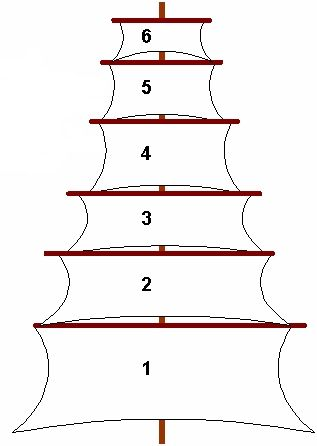
2 - Untermarssegel,
3 - Obermarssegel

Ein Marssegel ist ein Segel, das an eine Rah der Marsstenge angeschlagen wird.
Das Mars- bzw. das Untermarssegel ist an der zweiten Position von unten am Mast angeschlagen.
Aufgrund der flächenmäßigen Zunahme der Segel während der Entwicklung im Schiffbau sowie der besseren Handhabbarkeit kleinerer Segel wurde das Marssegel, ebenso wie das Bramsegel, geteilt. Liegt eine solche Teilung vor, spricht man von Ober- und Untermarssegel. Da es auf Schiffen mehrere Masten geben kann, wird zur Unterscheidung der Segel die Bezeichnung des Mastes vor die Segelbezeichnung gesetzt. So entstehen Begriffe wie: Großuntermarssegel, Kreuzobermarssegel usw.